# پرسیکاریا چینی
پرسیکاریا چینی (نام علمی: Persicaria chinensis) نام یک گونه از تیره هفت‌بندیان است.